# Константин Костенечки
Константин Костенечки, в Поморавието известен и като Константин Философ, е средновековен български книжовник и историк, виден представител на Търновската книжовна школа.

## Биография
Предполага се, че Константин Костенечки е роден около 1380 година в Костенец. Учи в Бачковския манастир при Андрей (Андроник), ученик и последовател на патриарх Евтимий Търновски и продължител на традициите на Търновската книжовна школа. По време на обучението си посещава манастирите в Атон, Константинопол и Светите земи. След замонашването си е на служба при митрополита на Филипопол и става свидетел на превземането и разграбването на града от Муса Челеби през 1410 година.
Към 1410 година Константин Костенечки се установява в Сърбия при деспота Стефан Лазаревич. Константин Костенечки намира убежище и е добре приет в двора на сръбския властел, където е назначен за учител. Като ръководител на манастира Манасия, той става основоположник на Ресавската книжовна школа, в която развива и защитава принципите на българската средновековна литература в Моравската област, опитвайки се да наложи и среднобългарската книжовна норма за официална в деспотството на Лазаревич. Костенечки е един от радетелите на Евтимиевата правописна и езикова реформа.
Заради своята ерудираност и житейски опит, Константин Костенечки получава още приживе признанието Философ - име с което е известен в Сърбия и до днес. Участва в редица дипломатически мисии до различни източни владетели, сред които са Тамерлан, Баязид I и Мехмед I.
След смъртта на Стефан Лазаревич през 1427 година, и последвалото предаване на крепостта Белград на унгарците, Константин напуска града и се заселва при владетеля Углеш, където умира. Кога точно е починал, не е известно, но се смята, че е било след 1431 година.

## Творчество
Едни от най-известните му творби са житието на сръбския деспот Стефан Лазаревич (1431) и Сказание о писменах.
Житието представлява биография на покровителя на Константин Костенечки - Стефан Лазаревич. Това най-значимо негово произведение е пълно с исторически подробности, както и с географски сведения. По сравнителния метод, житието (биографията) се доближава до съвременните исторически съчинения, като бележи единствен опит в това направление през онова време.
Константин Костенечки освен създавайки я, дава ѝ огромен принос за развитието на Ресавската книжовна школа, като поема защитата на голямото културно литературно дело на Евтимий Търновски. От произведенията личи начетеността на автора Костенечки и широкото ползване на класическите за онова време византийски източници. Тези качества му дават прозвището „Философ“.
Едноеровият ресавски правопис става норма за българските преписвачи в Западна и Средна България през XVI-XVIII в., и особено за книжовниците от Етрополския манастир.
С творчеството си Константин Костенечки оказва дълготрайно влияние върху по-сетнешната южнославянска литература и обучение. В своите творби често цитира класически философи и автори, с което допринася за въвеждането на класически, най-вече древногръцки елементи в южнославянската философия и литература. Със своите произведения за Стефан Лазаревич, Константин Костенечки е смятан за един от основоположниците на ранния ренесанс в Моравско, който заради османското нахлуване така и не се доразвива.
„Сказание о писменах“ или „Сказание за буквите“ представлява граматически трактат, писан през първото или второто десетилетие на 15 век. Съчинението е познато в обширна и кратка редакция. В него се разглеждат въпроси, свързани със сръбския правопис, обучението на децата, произхода на Кирило-Методиевия език и състоянието на морала в Сърбия.
„Пътуване до Палестина“ е компилативно-преводно произведение, също причислявано към книжовното наследство на Костенечки. Това е първият пътепис в старобългарската литература.

## Памет
На Константин Костенечки е наречена улица в квартал „7-и – 11-и километър“ в София (Карта).